# USS Tullibee (SSN-597)
USS Tullibee (SSN-597) — amerykański prototypowy okręt podwodny z napędem jądrowym, który konstrukcyjnie wyspecjalizowany był w zwalczaniu okrętów podwodnych (SSKN).
Kluczowymi cechami "Tullibee" były zdolność do prowadzenia cichych operacji, zaawansowane sensory o dużej sprawności oraz niski koszt budowy. Do napędu tego okrętu skonstruowany został nowy, mały reaktor oraz turbo-elektryczny układ napędowy, co pozwoliło na wyeliminowanie z maszynowni hałaśliwej przekładni oraz zapewniało bardzo szybką reakcję układu napędowego na decyzje załogi okrętu. 
Zastosowany w tym okręcie system sonarowy AN/BQQ-1, był pierwszym zintegrowanym systemem sonarowym, który łączył elementy pasywne i aktywne w jednej dużej dziobowej antenie sferycznej. Konsekwencją takiego rozwiązania było konieczne przeniesienie standardowo znajdujących się do tej pory w dziobie wyrzutni torpedowych do śródokręcia, gdzie zostały umieszczone skośnie w stosunku do osi symetrii okrętu. Zastosowane rozwiązania konstrukcyjne oraz nowe technologie spowodowały jednak, że nie udało się uzyskać pożądanego poziomu obniżenia kosztów budowy okrętu. Także turbo-elektryczny układ napędowy uważany był za niezapewniający odpowiednio dużej prędkości, przy jednoczesnym zbyt małym obniżeniu kosztów tego napędu w stosunku do innych napędów nuklearnych.
W konsekwencji, marynarka amerykańska zdecydowała się na skoncentrowanie swoich wysiłków na budowie bardziej wszechstronnych okrętów ogólno-myśliwskich (SSN), rezygnując z kontynuowania rozwoju okrętów wyspecjalizowanych w zwalczaniu jednostek podwodnych (SSKN). Spowodowało to, że "Tullibee" pełnił rolę głównie eksperymentalną i został pocięty w 1988 roku.